# Verrucaria submersella
Verrucaria submersella är en lavart som beskrevs av Miroslav Servít. Verrucaria submersella ingår i släktet Verrucaria, och familjen Verrucariaceae. Arten är reproducerande i Sverige.